# HK 94
 (décembre 2020).
Si vous disposez d'ouvrages ou d'articles de référence ou si vous connaissez des sites web de qualité traitant du thème abordé ici, merci de compléter l'article en donnant les références utiles à sa vérifiabilité et en les liant à la section « Notes et références ».
 (décembre 2020).

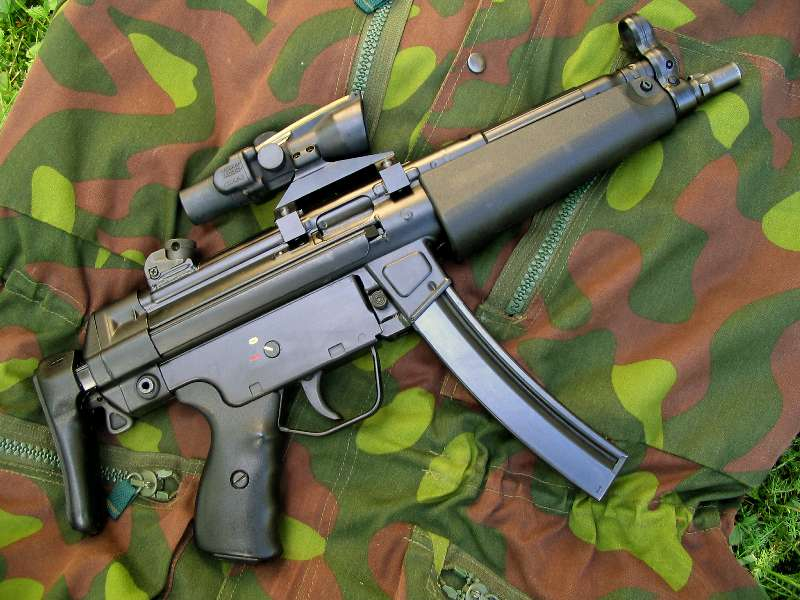
Une version à canon raccourci du HK94.

La HK 94 est une carabine de police de Heckler & Koch dérivée du PM HK MP5.